# Conquering the Woman
Conquering the Woman é um filme mudo norte-americano de 1922, do gênero drama, dirigido por King Vidor. Uma cópia do filme existe na Koninklijk Belgisch Filmarchief, na Bélgica.

## Elenco
- Florence Vidor ... Judith Stafford
- Bert Sprotte ... Tobias Stafford
- Mathilde Brundage ... Tia Sophia
- David Butler ... Larry Saunders
- Roscoe Karns ... Shorty Thompson
- Peter Burke ... Conde Henri
- Harry Todd ... Sandy MacTavish